# The Vicar of Wakefield (film)
Pour les articles homonymes, voir The Vicar of Wakefield.
Pour plus de détails, voir Fiche technique et Distribution.
The Vicar of Wakefield  est un film muet dramatique américain réalisé par Theodore Marston et sorti en 1910. 

## Fiche technique
- Titre : The Vicar of Wakefield
- Réalisation : Theodore Marston
- Scénario : d'après une histoire d'Oliver Goldsmith
- Photographie :
- Montage :
- Musique :
- Pays d'origine : États-Unis
- Langue originale : muet
- Format : noir et blanc
- Genre : dramatique
- Durée : 13 minutes
- Dates de sortie :
  - États-Unis : 27 décembre 1910

## Distribution
- Martin Faust : The Vicar of Wakefield
- Frank Hall Crane :
- Anna Rosemond :
- William Garwood :
- Marie Eline :
- Bertha Blanchard :
- Lucille Young :
- William Russell :